# Walter Stanley Mooneyham
Walter Stanley Mooneyham (* 14. Januar 1926 in Houston, USA; † 3. Juni, 1991 in Los Angeles, USA) war ein Editor der Zeitschrift United Evangelical Action (1959–1964), Vizepräsident der Billy Graham Evangelistic Association (1967–1969) und Präsident der christlichen-evangelikalen Hilfs- und Missionsorganisation World Vision (1969–1982).
Mooneyham nahm als Soldat der United States Navy am Zweiten Weltkrieg teil. Er wurde 1947 als baptistischer Pastor ordiniert und absolvierte 1950 von der Oklahoma Baptist University mit einem Abschluss in Journalismus. Nach einer Zeit als Pastor in Sulphur, Oklahoma, war er von 1953 bis 1959 für die National Association of Free Will Baptists tätig. Danach arbeitete er für die National Association of Evangelicals, für die er deren Flaggschiff-Zeitschrift United Evangelical Action edierte.
Er war ab 1964 als special assistant für den evangelikalen Erweckungsprediger Billy Graham tätig und organisierte in dieser Funktion beispielsweise den World Congress of Evangelism 1966 in Berlin; einer Vorgängerveranstaltung zur Lausanner Bewegung für Weltevangelisation. Er war von 1967 bis 1969 Vizepräsident für internationale Beziehungen der Billy Graham Evangelistic Association.
Im Jahr 1969 wurde Mooneyham Präsident der evangelikalen Hilfs- und Missionsorganisation World Vision in Monrovia, Kalifornien, welche sich unter seiner Führung von einer kleinen, in finanziellen Schwierigkeiten steckenden, Hilfsorganisation zu einer mit professionellen Management- und Public-Relations-Methoden arbeitenden internationalen Organisation mit einem jährlichen Budget von mehreren hundert Millionen Dollar entwickelte. Unter Mooneyham, der vor allem ein Evangelist war, veranstaltete World Vision weiterhin wie unter seinem Vorgänger Bob Pierce „evangelistic crusades“ (deutsch in etwa: Missionskreuzzüge) und die World Vision Abteilung Mission Advanced Research and Communication Center (MARC), unter der das evangelistische Konzept für unreached people (Deutsch etwa unerreichte Völker) entstand, entwickelte sich unter ihm und seinen Nachfolgern zu einem organisatorischen Rückgrat der Lausanner Bewegung für Weltevanglisation. In Mooneyhams Zeit fällt auch eine Änderung des Arbeitsschwerpunktes von World Vision hin zur Entwicklungshilfe zusätzlich zur reinen Katastrophenhilfe, wobei von Anfang an das Konzept einer Entwicklungshilfe, in der Evangelisierung integraler Bestandteil ist, vertreten wurde (Zur Wichtigkeit der Evangelisierung in World Visions Programmen siehe z. B. auch das Zitat von Ted Engstrom, Mooneyhams Nachfolger als WVI Präsident: "We analyse every project, every programme we undertake, to make sure that within that programme evangelism is a significant component. We cannot feed individuals and then let them go to hell."). Dieser Wandel des Arbeitsschwerpunktes war verknüpft mit einer kontroversen Diskussion innerhalb der damaligen evangelikalen Welt über die Bedeutung von social action(deutsch etwa: "soziales Handeln") für Evangelikale, und der Rahmen des neuen Schwerpunktes wurde später im Konzept des Transformational Development genauer ausformuliert. Transformational Development ist ein in einem biblischen Rahmen formuliertes Entwicklungshilfekonzept mit Evangelisierung als integralem Bestandteil, welches heute ein im Mission Statement festgeschriebener Arbeitsschwerpunkt aller nationalen Mitglieder der heutigen World Vision Partnerschaft bildet.
Als nach mehreren Skandalen, in denen religiöse Hilfsorganisationen involviert waren und die die Glaubwürdigkeit von Wohltätigkeitsorganisation zu unterminieren drohten, im US-Kongress Regulierungsmaßnahmen diskutiert wurden, war Mooneyham maßgeblich daran beteiligt, die Evangelical Council for Financial Accountability zu gründen, mit dem Ziel die öffentliche Glaubwürdigkeit wiederherzustellen und gesetzgeberischen Regulierungsmaßnahmen zuvorzukommen.
Im September 1982 trat Mooneyham als Präsident von World Vision International zurück; Ken Waters, zu dieser Zeit angestellter von World Vision International berichtet von heftiger Kritik an Mooneyham im Internationalen Board von World Vision International, wobei ein diktatorischer Führungsstil, amerikazentrierter Kommunikationsstil und seine Machtfülle als Führer sowohl von WVI als auch von World Vision US kritisiert wurden. Nach seinem Rückzug von World Vision wurde er Pastor in Palm Desert, Kalifornien.